# Леон (Испания)
Лео́н (исп. León), также называющийся Льион (Llión) согласно леонскому диалекту, — город в Испании, административный центр одноимённой провинции. Численность населения на 2013 год составляет 130 601 жителей. Входит в маршрут «Пути Святого Якова».

## География

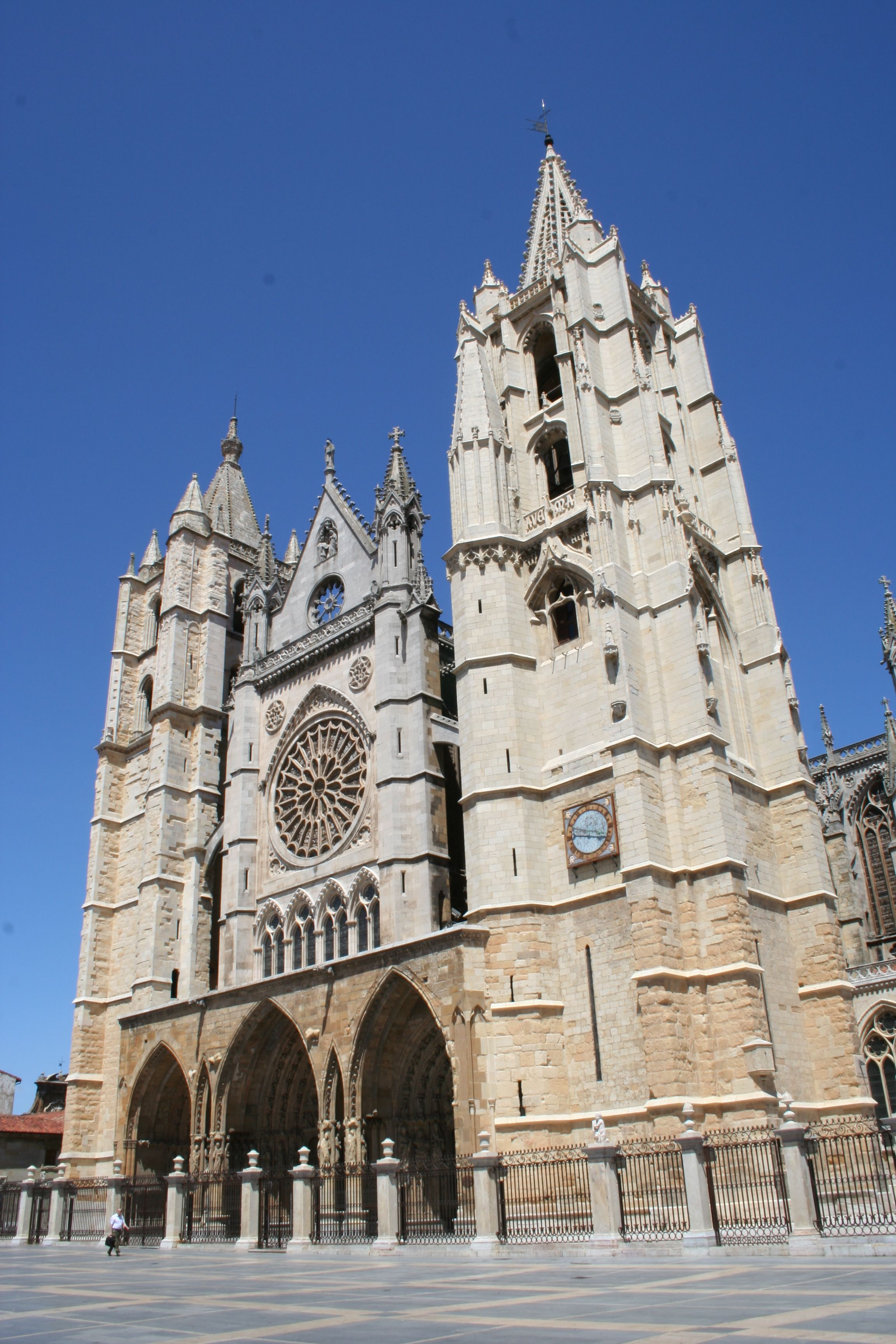
Собор

Леон расположен у слияния рек Бернесга и Торио, на высоте 840 метров над уровнем моря. Находится примерно в центре провинции.
Климат
Климат Леона — средиземноморский океанический типа Csb по классификации Кёппена.
Осадки распределяются, как это обычно бывает в средиземноморском климате, очень неравномерно в течение года, с минимумом летом и максимумом весной и осенью. Среднегодовое количество осадков составляет 556 мм.

## История основания
Основан в 29 году до н. э. как лагерь солдат римского VI Победоносного легиона (Legio VI Victrix). К 74 году н. э. был совмещён с лагерем VII Парного легиона.  Современное название Леон — производное от латинского Legio («легион»). Город был штаб-квартирой этих легионов в поздний период Империи, а также центром торговли золотом, которое добывалось неподалёку. В 540 году город был захвачен королём вестготов Леовигильдом, а в 717 году — снова, на сей раз маврами. Однако он был одним из первых городов, взятых вновь в ходе Реконкисты, и стал частью королевства Астурия в 742. Впоследствии был столицей одноимённого королевства.
- В 988 году Самора была разорена мусульманами. После ожесточённого штурма мусульмане ворвались в Леон. Христиане во главе с графом Гонсало Гонсалесом были все перебиты, несмотря на мужественное сопротивление.

## Достопримечательности
- Площадь Сан-Маркос на берегу реки Бернесги у моста Сан-Маркос с монастырём и оспицием (приютом) для паломников
- Площадь Санто-Доминго с церковью Сан-Марсело и дворцами Каса-де-лос-Ботинес и Гусманес
- Сквер Сида
- Романская базилика Сан-Исидоро
- Леонский собор
- Епископский дворец
- Музей современного искусства Кастилии и Леона

В 1979 году был основан Университет Леона. По данным на 2005 год он насчитывает около 13 тысяч студентов.

## Города-побратимы
Браганса, Португалия (2006)
 Воронеж, Россия (1996)
 Кордова, Испания (2007)
 Леон-де-лос-Альдама, Мексика
 Сянтань, Китай (2010)
 Шартр, Франция (2009)
 Порту, Португалия (2001)
 Матантас, Куба (2009)